# Bouillé-Saint-Paul
Bouillé-Saint-Paul est une ancienne commune du centre-ouest de la France située dans le département des Deux-Sèvres en région Nouvelle-Aquitaine.
Depuis le 1er janvier 2017, elle est une commune déléguée de la commune nouvelle Val en Vignes.

## Géographie
Bouillé-Saint-Paul se situe au nord du département des Deux-Sèvres et de la région Nouvelle-Aquitaine, à 10 km de Thouars, à 30 km de Bressuire, à 35 km de Saumur et à 60 km d'Angers.
Commune importante la plus proche : Thouars.

## Histoire
Ancienne paroisse des marches d'Anjou et du Poitou, située dans le périmètre du vignoble de Saumur, à la limite du bocage bressuirais et de la plaine de Thouars.
Bouillé-Saint-Paul dépendait de la sénéchaussée de Saumur sous l'Ancien Régime jusqu'à la Révolution française. Il existait une seigneurie de Bouillé-Saint-Paul (XIVe – XVIIIe siècles).
En 1790, le village est rattaché au département des Deux-Sèvres.
Depuis le 1er janvier 2017, Bouillé-Saint-Paul, Cersay et Massais se sont regroupées pour former la commune de Val en Vignes.

## Politique et administration
- Bouillé-Saint-Paul, commune déléguée de Val en Vignes fait partie de la Communauté de communes du Thouarsais et du Pays Thouarsais.

### Liste des maires
| Période    | Période       | Identité     | Étiquette | Qualité |
| ---------- | ------------- | ------------ | --------- | ------- |
| avant 1981 | ?             | Roland Giret | DVG       |         |
| mars 2008  | décembre 2016 | Jean Giret   |           |         |

## Population et société

### Démographie
L'évolution du nombre d'habitants est connue à travers les recensements de la population effectués dans la commune depuis 1793. À partir du 1er janvier 2009, les populations légales des communes sont publiées annuellement dans le cadre d'un recensement qui repose désormais sur une collecte d'information annuelle, concernant successivement tous les territoires communaux au cours d'une période de cinq ans. 
Pour les communes de moins de 10 000 habitants, une enquête de recensement portant sur toute la population est réalisée tous les cinq ans, les populations légales des années intermédiaires étant quant à elles estimées par interpolation ou extrapolation. Pour la commune, le premier recensement exhaustif entrant dans le cadre du nouveau dispositif a été réalisé en 2005,.
En 2014, la commune comptait 410 habitants, en évolution de −0,97 % par rapport à 2009 (Deux-Sèvres : +1,97 %, France hors Mayotte : +2,49 %).
| 1793 | 1800 | 1806 | 1821 | 1831 | 1836 | 1841 | 1846 | 1851 |
| ---- | ---- | ---- | ---- | ---- | ---- | ---- | ---- | ---- |
| 427  | 583  | 507  | 553  | 604  | 617  | 581  | 575  | 641  |

| 1856 | 1861 | 1866 | 1872 | 1876 | 1881 | 1886 | 1891 | 1896 |
| ---- | ---- | ---- | ---- | ---- | ---- | ---- | ---- | ---- |
| 657  | 660  | 630  | 689  | 704  | 744  | 710  | 684  | 648  |

| 1901 | 1906 | 1911 | 1921 | 1926 | 1931 | 1936 | 1946 | 1954 |
| ---- | ---- | ---- | ---- | ---- | ---- | ---- | ---- | ---- |
| 651  | 669  | 639  | 624  | 630  | 624  | 604  | 585  | 666  |

| 1962 | 1968 | 1975 | 1982 | 1990 | 1999 | 2005 | 2010 | 2014 |
| ---- | ---- | ---- | ---- | ---- | ---- | ---- | ---- | ---- |
| 649  | 560  | 539  | 481  | 398  | 360  | 415  | 422  | 410  |

## Économie
- Exploitations agricoles.

## Culture locale et patrimoine

### Lieux et monuments
- Église Saint-Paul de Bouillé-Saint-Paul.